# Walferdange
Walferdange (luxemburguès Walfer, alemany Walferdingen) és una comuna i vila a l'est de Luxemburg, que forma part del cantó de Luxemburg. Fou creada el 1851, quan es va separar de Steinsel.

## Població
| Nacionalitat   | Població | %      |
| -------------- | -------- | ------ |
| luxemburguesos | 3.789    | 58,86% |
| Forasters      | 2.648    | 41,14% |
| - portuguesos  | 696      | 10,81% |
| - francesos    | 403      | 6,26%  |
| - italians     | 265      | 4,12%  |
| - belgues      | 233      | 3,62%  |
| - alemanys     | 212      | 3,29%  |
| - iugoslaus    | 127      | 1,97%  |
| - altres       | 712      | 11,06% |

## Evolució demogràfica
| Any        | Població |
| ---------- | -------- |
| 15/02/2001 | 6.437    |
| 01/01/2002 | 6.451    |
| 01/01/2003 | 6.495    |
| 01/01/2004 | 6.628    |
| 01/01/2005 | 6.604    |

## Història
Encara que la comuna va iniciar la seva existència en 1851, existeixen proves d'assentaments prehistòrics així com restes d'una gran vila romana. El Qanat dels Raschpëtzer, un aqüeducte subterrani prop de Helmsange que va ser construït en el segle i aC durant l'ocupació romana. Es diu que és el qanat més llarg al nord dels Alps. L'església de Walferdange es va construir entre 1845 i 1852; les principals característiques de la seva façana clàssica són dues grans estàtues del pare Kolbe i Thérèse de Lisieux, afegides posteriorment. Abans de la unificació de la comuna, i fins i tot abans que aquesta església fos construïda, era la religió la que conjuminava els esforços dels pobles de Heisdorf, Helmsange, Bereldange, i Walferdange. El reconeixement de Walferdange com a poble important esdevingué el 1850, quan el príncep Enric dels Països Baixos, germà de Guillem III dels Països Baixos, va escollir Walferdange para establir la seva residència.

## Walferdange avui
Alguns punts d'interès són la vila romana i l'aqüeducte subterrani, el palau de Walferdange, i el castell de Walferdange. Aquest últim va ser assignat al Gran Duc Adolf d'acord amb la constitució, proper a la residència d'Estat. El palau va ser més tard desallotjat per la Gran família Ducal. El palau residència alberga ara la Facultat d'Idiomes i Literatura, Humanitats, Arts i Ciències Socials de la Universitat de Luxemburg.

## Agermanament
- Schmitshausen, Renània-Palatinat
- Longuyon, Meurthe i Mosel·la
- Limana, Vènet